# Eurocup 2021-2022
L'Eurocup 2021-2022 (chiamata 7Days Eurocup per ragioni di sponsorizzazione) è stata la 20ª edizione del secondo torneo europeo di pallacanestro per club organizzato dall'Euroleague Basketball.

## Format competizione
Partecipano 20 squadre che vengono inserite in due gironi all'italiana da 10 squadre ciascuno. Le prime otto di ciascun gruppo avanzano al turno successivo a eliminazione diretta. Le ultime due classificate di ciascun girone vengono eliminate. Ottavi, quarti, semifinali e finale si giocano con gara secca.

## Squadre partecipanti
Le squadre partecipanti alla Regular season sono 20. La Spagna iscrive quattro squadre, l'Italia tre, Francia, Germania e Turchia due, Montenegro, Grecia, Lituania, Polonia, Russia, Serbia e Slovenia una.
| Club              | Stagione | Città            | Palazzetto                      | Stagione precedente |
| ----------------- | -------- | ---------------- | ------------------------------- | ------------------- |
| Valencia          | dettagli | Valencia         | La Fonteta                      |                     |
| Joventut Badalona | dettagli | Badalona         | Pabellón Olímpico de Badalona   | Quarti di finale    |
| Gran Canaria      | dettagli | Las Palmas       | Gran Canaria Arena              | Semifinale          |
| Andorra           | dettagli | Andorra La Vella | Poliesportiu d'Andorra          | Top 16              |
| Budućnost         | dettagli | Podgorica        | Sportski centar Morača          | Quarti di finale    |
| Cedevita Olimpija | dettagli | Lubiana          | Arena Stožice                   | Top 16              |
| Partizan          | dettagli | Belgrado         | Štark Arena                     | Top 16              |
| Virtus Bologna    | dettagli | Bologna          | Virtus Segafredo Arena          | Semifinale          |
| Reyer Venezia     | dettagli | Venezia          | Palasport Taliercio             | Regular Season      |
| Aquila Trento     | dettagli | Trento           | BLM Group Arena                 | Top 16              |
| Bourg-en-Bresse   | dettagli | Bourg-en-Bresse  | Ekinox                          | Top 16              |
| Metropolitans 92  | dettagli | Levallois-Perret | Palais des Sports Marcel Cerdan | Quarti di finale    |
| Ulma              | dettagli | Ulma             | Ratiopharm Arena                | Regular Season      |
| Amburgo Towers    | dettagli | Amburgo          | Inselparkhalle                  |                     |
| Türk Telekom      | dettagli | Ankara           | Ankara Arena                    |                     |
| Bursaspor         | dettagli | Bursa            | Bursa Atatürk Sport Hall        | Regular Season      |
| Promitheas        | dettagli | Patrasso         | Dimitris Tofalos Arena          | Regular Season      |
| Lietkabelis       | dettagli | Panevėžys        | Cido Arena                      | Regular Season      |
| Śląsk Breslavia   | dettagli | Breslavia        | Hala Orbita                     |                     |
| Lokomotiv Kuban'  | dettagli | Krasnodar        | Basket-Hall                     | Quarti di finale    |

## Regular Season
Se due o più squadre al termine ottengono gli stessi punti, vengono classificate in base ai seguenti criteri:
1. Scontri diretti
2. Differenza punti negli scontri diretti
3. Differenza punti generale
4. Punti fatti
5. Somma dei quozienti di punti fatti e punti subiti in ogni partita

A seguito della crisi russo-ucraina del 2021-2022, con la successiva invasione del territorio ucraino delle forze armate russe il 24 febbraio 2022, l'ECA Shareholders Executive Board ha deciso di sospendere dalla competizione le squadre russe (in questo caso il Lokomotiv Kuban') e che, se la situazione non dovesse migliorare, saranno annullate tutte le partite e la classifica aggiornata di conseguenza.
L'esclusione fu ufficializzata in data 22 marzo 2022.

### Gruppo A
| Pos | Squadra           | G  | V  | P  | PF   | PS   | DP   | Qualificazione             |  | CJB   | PAR    | MET   | MBA   | LIE   | TTE   | HAM    | SLW   | TRE   | LOK |
| --- | ----------------- | -- | -- | -- | ---- | ---- | ---- | -------------------------- |  | ----- | ------ | ----- | ----- | ----- | ----- | ------ | ----- | ----- | --- |
| 1   | CJ Badalona       | 16 | 12 | 4  | 1297 | 1130 | +167 | Qualificate ai play-off    |  | —     | 92–84  | 86–63 | 90–80 | 65–50 | 76–67 | 73–56  | 97–79 | 82–65 | X   |
| 2   | Partizan Belgrado | 16 | 12 | 4  | 1353 | 1204 | +149 | Qualificate ai play-off    |  | 68–67 | —      | 87–72 | 95–70 | 84–77 | 85–59 | 102–77 | 75–73 | 97–65 | X   |
| 3   | Metropolitans     | 16 | 11 | 5  | 1314 | 1256 | +58  | Qualificate ai play-off    |  | 86–78 | 82–89  | —     | 81–74 | 76–69 | 99–82 | 85–62  | 86–83 | 93–80 | X   |
| 4   | MB Andorra        | 16 | 10 | 6  | 1304 | 1271 | +33  | Qualificate ai play-off    |  | 72–71 | 61–60  | 74–83 | —     | 81–76 | 98–75 | 78–85  | 99–65 | 85–73 | X   |
| 5   | Lietkabelis       | 16 | 9  | 7  | 1263 | 1181 | +82  | Qualificate ai play-off    |  | 87–77 | 93–78  | 96–89 | 88–75 | —     | 75–77 | 96–100 | 88–65 | 74–57 | X   |
| 6   | Türk Telekom      | 16 | 8  | 8  | 1211 | 1252 | −41  | Qualificate ai play-off    |  | 69–78 | 85–71  | 73–65 | 76–83 | 65–60 | —     | 95–70  | 89–73 | 82–75 | X   |
| 7   | Hamburg Towers    | 16 | 6  | 10 | 1315 | 1411 | −96  | Qualificate ai play-off    |  | 75–92 | 97–106 | 84–94 | 91–97 | 72–87 | 94–74 | —      | 92–86 | 90–69 | X   |
| 8   | Śląsk Wrocław     | 16 | 3  | 13 | 1198 | 1332 | −134 | Qualificate ai play-off    |  | 73–87 | 71–93  | 59–74 | 91–95 | 59–70 | 80–67 | 87–71  | —     | 77–68 | X   |
| 9   | D.E. Trento       | 16 | 1  | 15 | 1124 | 1342 | −218 |                            |  | 56–86 | 63–79  | 80–86 | 71–82 | 61–77 | 70–76 | 90–99  | 81–77 | —     | X   |
| 10  | Lok. Kuban' K.    | 0  | 0  | 0  | 0    | 0    | 0    | Esclusa dalla competizione |  | X     | X      | X     | X     | X     | X     | X      | X     | X     | —   |

X = Partite annullate

### Gruppo B
| Pos | Squadra             | G  | V  | P  | PF   | PS   | DP   | Qualificazione          |       | HGC   | VAL   | COL    | VIR     | BUD    | URV    | BUR    | ULM    | JLB   | PRO   |
| --- | ------------------- | -- | -- | -- | ---- | ---- | ---- | ----------------------- | ----- | ----- | ----- | ------ | ------- | ------ | ------ | ------ | ------ | ----- | ----- |
| 1   | Gran Canaria        | 18 | 12 | 6  | 1463 | 1375 | +88  | Qualificate ai play-off |       | —     | 91–90 | 77–79  | 100–80  | 84–64  | 69–76. | 87–81  | 81–96  | 78–49 | 81–62 |
| 2   | Valencia            | 18 | 12 | 6  | 1563 | 1450 | +113 | Qualificate ai play-off |       | 89–90 | —     | 85–97  | 83–77   | 103–76 | 86–80  | 86–68  | 103–71 | 98–95 | 92–82 |
| 3   | C.O. Lubiana        | 18 | 11 | 7  | 1565 | 1509 | +56  | Qualificate ai play-off |       | 60–75 | 82–76 | —      | 101–104 | 92–78  | 105–90 | 103–86 | 96–101 | 91–79 | 98–84 |
| 4   | Virtus Bologna      | 18 | 11 | 7  | 1519 | 1465 | +54  | Campione                |       | 70–68 | 96–97 | 74–86  | —       | 62–68  | 90–84  | 98–94  | 87–76  | 83–82 | 91–72 |
| 5   | Budućnost           | 18 | 10 | 8  | 1413 | 1420 | −7   | Qualificate ai play-off |       | 76–83 | 71–70 | 91–60  | 86–82   | —      | 72–82  | 83–82  | 68–89  | 73–75 | 90–77 |
| 6   | Umana Reyer Venezia | 18 | 9  | 9  | 1387 | 1369 | +18  | Qualificate ai play-off |       | 77–59 | 67–81 | 77–70  | 72–83   | 72–67  | —      | 62–70  | 89–79  | 78–81 | 81–57 |
| 7   | Bursaspor           | 18 | 8  | 10 | 1471 | 1514 | −43  | Qualificate ai play-off |       | 74–85 | 92–89 | 93–84  | 83–101  | 86–89  | 80–66  | —      | 68–66  | 96–89 | 87–76 |
| 8   | ratiopharm Ulm      | 18 | 7  | 11 | 1476 | 1497 | −21  | Qualificate ai play-off |       | 93–94 | 70–76 | 96–104 | 84–68   | 79–86  | 90–83  | 72–86  | —      | 96–86 | 65–71 |
| 9   | M. JLB-en-Bresse    | 18 | 6  | 12 | 1415 | 1471 | −56  |                         |       | 78–76 | 77–88 | 76–69  | 68–90   | 82–86  | 62–73  | 95–65  | 72–85  | —     | 92–62 |
| 10  | Promitheas P.       | 18 | 4  | 14 | 1294 | 1496 | −202 |                         | 81–85 | 68–71 | 67–88 | 61–83  | 60–89   | 68–78  | 83–80  | 79–68  | 84–77  | —     |       |

## Fase a eliminazione diretta
Le prime otto classificate al termine della fase a gironi accederanno agli ottavi di finale. Una delle novità a partire da quest’anno è che le partite della fase ad eliminazione diretta si giocheranno su gara secca, compresa la finale. Come di consueto, poi, negli incontri della fase ad eliminazione diretta, la squadra con il miglior piazzamento nella regular season avrà il vantaggio di giocare in casa. Inizialmente era previsto che le due finaliste guadagnassero il diritto a giocare la prossima stagione di Eurolega, ma la qualificazione ai play-off del Monaco, vincitore della precedente edizione, fa guadagnare uno dei due posti ai monegaschi e l'altro alla vincente di quest'edizione.

### Tabellone
|  | Ottavi di finale | Ottavi di finale | Ottavi di finale |    |                   | Quarti di finale | Quarti di finale | Quarti di finale |  |    | Semifinali     | Semifinali | Semifinali |  |    | Finale         | Finale | Finale |
|  |                  |                  |                  |    |                   |                  |                  |                  |  |    |                |            |            |  |    |                |        |        |
|  | 1A               | CJ Badalona      | 73               |    |                   |                  |                  |                  |  |    |                |            |            |  |    |                |        |        |
|  | 8B               | ratiopharm Ulm   | 79               |    |                   |                  |                  |                  |  |    |                |            |            |  |    |                |        |        |
|  | 8B               | ratiopharm Ulm   | 79               |    | 8B                | ratiopharm Ulm   | 77               |                  |  |    |                |            |            |  |    |                |        |        |
|  |                  |                  |                  |    | 8B                | ratiopharm Ulm   | 77               |                  |  |    |                |            |            |  |    |                |        |        |
|  |                  | 4B               | Virtus Bologna   | 83 |                   |                  |                  |                  |  |    |                |            |            |  |    |                |        |        |
|  | 4B               | 4B               | Virtus Bologna   | 83 | Virtus Bologna    | 75               |                  |                  |  |    |                |            |            |  |    |                |        |        |
|  | 4B               |                  |                  |    | Virtus Bologna    | 75               |                  |                  |  |    |                |            |            |  |    |                |        |        |
|  | 5A               | Lietkabelis      | 67               |    |                   |                  |                  |                  |  |    |                |            |            |  |    |                |        |        |
|  | 5A               | Lietkabelis      | 67               |    |                   |                  |                  |                  |  | 4B | Virtus Bologna | 83         |            |  |    |                |        |        |
|  |                  |                  |                  |    |                   |                  |                  |                  |  | 4B | Virtus Bologna | 83         |            |  |    |                |        |        |
|  |                  | 2B               | Valencia         | 73 |                   |                  |                  |                  |  |    |                |            |            |  |    |                |        |        |
|  | 3A               | 2B               | Valencia         | 73 | Metropolitans     | 87               |                  |                  |  |    |                |            |            |  |    |                |        |        |
|  | 3A               |                  |                  |    | Metropolitans     | 87               |                  |                  |  |    |                |            |            |  |    |                |        |        |
|  | 6B               | Reyer Venezia    | 66               |    |                   |                  |                  |                  |  |    |                |            |            |  |    |                |        |        |
|  | 6B               | Reyer Venezia    | 66               |    | 3A                | Metropolitans    | 85               |                  |  |    |                |            |            |  |    |                |        |        |
|  |                  |                  |                  |    | 3A                | Metropolitans    | 85               |                  |  |    |                |            |            |  |    |                |        |        |
|  |                  | 2B               | Valencia         | 98 |                   |                  |                  |                  |  |    |                |            |            |  |    |                |        |        |
|  | 2B               | 2B               | Valencia         | 98 | Valencia          | 98               |                  |                  |  |    |                |            |            |  |    |                |        |        |
|  | 2B               |                  |                  |    | Valencia          | 98               |                  |                  |  |    |                |            |            |  |    |                |        |        |
|  | 7A               | Hamburg Towers   | 80               |    |                   |                  |                  |                  |  |    |                |            |            |  |    |                |        |        |
|  | 7A               | Hamburg Towers   | 80               |    |                   |                  |                  |                  |  |    |                |            |            |  | 4B | Virtus Bologna | 80     |        |
|  |                  |                  |                  |    |                   |                  |                  |                  |  |    |                |            |            |  | 4B | Virtus Bologna | 80     |        |
|  |                  | 7B               | Bursaspor        | 67 |                   |                  |                  |                  |  |    |                |            |            |  |    |                |        |        |
|  | 1B               | 7B               | Bursaspor        | 67 | Gran Canaria      | 87               |                  |                  |  |    |                |            |            |  |    |                |        |        |
|  | 1B               |                  |                  |    | Gran Canaria      | 87               |                  |                  |  |    |                |            |            |  |    |                |        |        |
|  | 8A               | Śląsk Wrocław    | 60               |    |                   |                  |                  |                  |  |    |                |            |            |  |    |                |        |        |
|  | 8A               | Śląsk Wrocław    | 60               |    | 1B                | Gran Canaria     | 77               |                  |  |    |                |            |            |  |    |                |        |        |
|  |                  |                  |                  |    | 1B                | Gran Canaria     | 77               |                  |  |    |                |            |            |  |    |                |        |        |
|  |                  | 4A               | MB Andorra       | 79 |                   |                  |                  |                  |  |    |                |            |            |  |    |                |        |        |
|  | 4A               | 4A               | MB Andorra       | 79 | MB Andorra        | 74               |                  |                  |  |    |                |            |            |  |    |                |        |        |
|  | 4A               |                  |                  |    | MB Andorra        | 74               |                  |                  |  |    |                |            |            |  |    |                |        |        |
|  | 5B               | Budućnost        | 64               |    |                   |                  |                  |                  |  |    |                |            |            |  |    |                |        |        |
|  | 5B               | Budućnost        | 64               |    |                   |                  |                  |                  |  | 4A | MB Andorra     | 68         |            |  |    |                |        |        |
|  |                  |                  |                  |    |                   |                  |                  |                  |  | 4A | MB Andorra     | 68         |            |  |    |                |        |        |
|  |                  | 7B               | Bursaspor        | 85 |                   |                  |                  |                  |  |    |                |            |            |  |    |                |        |        |
|  | 3B               | 7B               | Bursaspor        | 85 | C.O. Lubiana      | 93               |                  |                  |  |    |                |            |            |  |    |                |        |        |
|  | 3B               |                  |                  |    | C.O. Lubiana      | 93               |                  |                  |  |    |                |            |            |  |    |                |        |        |
|  | 6A               | Turk Telekom     | 80               |    |                   |                  |                  |                  |  |    |                |            |            |  |    |                |        |        |
|  | 6A               | Turk Telekom     | 80               |    | 3B                | C.O. Lubiana     | 83               |                  |  |    |                |            |            |  |    |                |        |        |
|  |                  |                  |                  |    | 3B                | C.O. Lubiana     | 83               |                  |  |    |                |            |            |  |    |                |        |        |
|  |                  | 7B               | Bursaspor        | 85 |                   |                  |                  |                  |  |    |                |            |            |  |    |                |        |        |
|  | 2A               | 7B               | Bursaspor        | 85 | Partizan Belgrado | 95               |                  |                  |  |    |                |            |            |  |    |                |        |        |
|  | 2A               |                  |                  |    | Partizan Belgrado | 95               |                  |                  |  |    |                |            |            |  |    |                |        |        |
|  | 7B               | Bursaspor        | 103              |    |                   |                  |                  |                  |  |    |                |            |            |  |    |                |        |        |

### Ottavi di finale
| Squadra 1                 | Risultato | Squadra 2                |
| ------------------------- | --------- | ------------------------ |
| Joventut Badalona         | 73-79     | ratiopharm Ulm           |
| Virtus Segafredo Bologna  | 75-67     | Lietkabelis Panevėžys    |
| Boulogne Metropolitans 92 | 87-66     | Umana Reyer Venezia      |
| Valencia Basket           | 98-80     | Hamburg Towers           |
| Gran Canaria              | 87-60     | Śląsk Wrocław            |
| MoraBanc Andorra          | 74-64     | Budućnost VOLI Podgorica |
| Cedevita Olimpija Lubiana | 93-80     | Türk Telekom Ankara      |
| Partizan NIS Belgrado     | 95-103    | Frutti Extra Bursaspor   |

| Arbitri: | Ilija Belošević Leandro Lezcano Adar Peer |

|                             |            |                                                                      |
| Willis 17 Parra 13 Ribas 11 | Punti      | 21 Blossomgame, Christon 12 Herkenhoff, Thornwell 4 Bretzel, Günther |
| Ribas, Tomić 5              | Assist     | 6 Christon                                                           |
| Parra 6                     | Rimbalzi   | 9 Thornwell                                                          |
| Carles Durán                | Allenatori | Jaka Lakovič                                                         |

| Arbitri: | Robert Lottermoser Tomasz Trawicki Maxime Boubert |

|                               |            |                                                             |
| Jaiteh 20 Weems 13 Sampson 11 | Punti      | 12 Orelik, Radičević 10 Maldūnas 8 Kalaitzakīs, Lipkevičius |
| Shengelia 8                   | Assist     | 4 Kalaitzakīs, Žemaitis                                     |
| Hervey, Shengelia 5           | Rimbalzi   | 9 Maldūnas                                                  |
| Sergio Scariolo               | Allenatori | Nenad Čanak                                                 |

| Arbitri: | Miguel Ángel Pérez Miloš Koljenšić Gentian Cici |

|                                                    |            |                                                       |
| Hornsby, Hunter 14 Cummings 12 Halilović, McRae 10 | Punti      | 11 Watt 9 Bramos, De Nicolao, Mazzola 8 Morgan, Tonut |
| Cummings, Ginat, McRae 4                           | Assist     | 10 Stone                                              |
| Hunter 10                                          | Rimbalzi   | 5 Stone                                               |
| Vincent Collet                                     | Allenatori | Walter De Raffaele                                    |

| Arbitri: | Matej Boltauzer Rain Peerandi Hugues Thépénier |

|                                       |            |                                |
| Rivero 21 Dubljević 15 Hermannsson 10 | Punti      | 23 Kotsar 15 Brown 14 Homesley |
| Hermannsson 6                         | Assist     | 9 Hollatz                      |
| Dubljević 9                           | Rimbalzi   | 6 Kotsar                       |
| Joan Peñarroya                        | Allenatori | Pedro Calles                   |

| Arbitri: | Mehdi Difallah Robert Vyklický Sérgio Silva |

|                                              |            |                                 |
| Brussino 15 Albicy, Slaughter 11 Pustovyj 10 | Punti      | 16 Kanter 13 T. Trice 9 Karolak |
| Albicy 5                                     | Assist     | 6 T. Trice                      |
| Brussino, K. Diop 8                          | Rimbalzi   | 5 Kanter, Tomczak               |
| Porfirio Fisac                               | Allenatori | Andrej Urlep                    |

| Arbitri: | Borys Ryzhyk Elias Koromilas Saulius Račys |

|                                      |            |                                         |
| Hannah 21 Miller-McIntyre 12 Paulí 8 | Punti      | 25 Seeley 11 Kuridža, Popović 6 Nikolić |
| Miller-McIntyre 6                    | Assist     | 3 Cobbs                                 |
| Crawford 9                           | Rimbalzi   | 4 Tarolis                               |
| Óscar Quintana                       | Allenatori | Aleksandar Džikić                       |

| Arbitri: | Benjamín Jiménez Marcin Kowalski Eduard Udyanskyy |

|                                     |            |                                   |
| Blažič 20 Omić 15 Pullen, Dragić 14 | Punti      | 16 Johnson 15 Dawkins 14 Clemmons |
| Ferrell 7                           | Assist     | 10 Pérez                          |
| Omić 16                             | Rimbalzi   | 5 Ellis, Johnson                  |
| Jurica Golemac                      | Allenatori | Henrik Rödl                       |

| Arbitri: | Daniel Hierrezuelo Carmelo Paternicò Joseph Bissang |

|                                   |            |                                |
| Avramović 23 Lessort 20 Punter 13 | Punti      | 24 Andrews 20 Bitim 17 Holland |
| Avramović 6                       | Assist     | 10 Andrews                     |
| Koprivica 10                      | Rimbalzi   | 10 Bitim, Hayes                |
| Željko Obradović                  | Allenatori | Dušan Alimpijević              |

### Quarti di finale
| Squadra 1                 | Risultato | Squadra 2                 |
| ------------------------- | --------- | ------------------------- |
| Virtus Segafredo Bologna  | 83 - 77   | ratiopharm Ulm            |
| Valencia Basket           | 98 - 85   | Boulogne Metropolitans 92 |
| Gran Canaria              | 77 - 79   | MoraBanc Andorra          |
| Cedevita Olimpija Lubiana | 83 - 85   | Frutti Extra Bursaspor    |

| Arbitri: | Miguel Ángel Pérez Miloš Koljenšić Eduard Udyanskyy |

|                                            |            |                                        |
| Jaiteh 27 Shengelia 9 Cordinier, Sampson 8 | Punti      | 22 Blossomgame 15 Christon 14 Klepeisz |
| Teodosić 8                                 | Assist     | 7 Christon                             |
| Jaiteh 11                                  | Rimbalzi   | 8 Bretzel, Thornwell                   |
| Sergio Scariolo                            | Allenatori | Jaka Lakovič                           |

| Arbitri: | Carmelo Paternicò Sašo Petek Adar Peer |

|                                       |            |                                   |
| Rivero 21 Dubljević 16 Hermannsson 14 | Punti      | 31 Cummings 20 McRae 12 Halilović |
| Hermannsson 11                        | Assist     | 3 Cummings, Hunter, McRae         |
| Dubljević 13                          | Rimbalzi   | 6 Hunter                          |
| Joan Peñarroya                        | Allenatori | Vincent Collet                    |

| Arbitri: | Fernando Rocha Rain Peerandi Maxime Boubert |

|                                          |            |                                                 |
| Pustovij 12 Brussino 11 Albicy, Salvó 10 | Punti      | 17 Jelínek, Miller-McIntyre 15 Hannah 10 Llovet |
| Albicy 6                                 | Assist     | 9 Miller-McIntyre                               |
| Brussino 9                               | Rimbalzi   | 4 Diagne, Llovet, Miller-McIntyre, Olumuyiwa    |
| Porfirio Fisac                           | Allenatori | Óscar Quintana                                  |

| Arbitri: | Luigi Lamonica Saulius Racys Gentian Cici |

|                                 |            |                                |
| Ferrell 20 Pullen 15 Auguste 13 | Punti      | 20 Needham 16 Holland 15 Bitim |
| Pullen 5                        | Assist     | 4 Dudzinski, Needham, Türen    |
| Dragić 7                        | Rimbalzi   | 7 Hayes, Holland               |
| Jurica Golemac                  | Allenatori | Dušan Alimpijević              |

### Semifinali
| Squadra 1        | Risultato | Squadra 2                |
| ---------------- | --------- | ------------------------ |
| Valencia Basket  | 73 - 83   | Virtus Segafredo Bologna |
| MoraBanc Andorra | 68 - 85   | Frutti Extra Bursaspor   |

| Arbitri: | Damir Javor Gytis Vilius Uroš Nikolić |

|                                                  |            |                                       |
| Rivero 17 López-Arostegui 16 Labeyrie 11         | Punti      | 15 Shengelia 14 Belinelli 12 Teodosić |
| Hermannsson 7                                    | Assist     | 4 Teodosić                            |
| Claver, Dubljević, López-Arostegui, Van Rossom 6 | Rimbalzi   | 6 Jaiteh                              |
| Joan Peñarroya                                   | Allenatori | Sergio Scariolo                       |

| Arbitri: | Ilija Belošević Milan Nedović Eduard Udyanskyy |

|                                        |            |                                |
| Paulí 16 Crawford, Jelínek 11 Hannah 9 | Punti      | 20 Andrews 18 Bitim 13 Needham |
| Miller-McIntyre, Paulí 5               | Assist     | 7 Needham                      |
| Paulí 9                                | Rimbalzi   | 16 Hayes                       |
| Óscar Quintana                         | Allenatori | Dušan Alimpijević              |

### Finale
| Squadra 1                | Risultato | Squadra 2              |
| ------------------------ | --------- | ---------------------- |
| Virtus Segafredo Bologna | 80 - 67   | Frutti Extra Bursaspor |

| Arbitri: | Saša Pukl Anne Panther Emilio Pérez Pizarro |

|                                           |            |                                         |
| Teodosić 21 Jaiteh, Weems 13 Belinelli 12 | Punti      | 14 Dudzinski 12 Bitim 11 Hayes, Needham |
| Pajola 6                                  | Assist     | 3 Andrews, Bitim                        |
| Jaiteh 10                                 | Rimbalzi   | 7 Dudzinski                             |
| Sergio Scariolo                           | Allenatori | Dušan Alimpijević                       |

| Quintetto titolare | Quintetto titolare | Quintetto titolare | Pt | Rim | Ass |
| ------------------ | ------------------ | ------------------ | -- | --- | --- |
| P                  | 44                 | Miloš Teodosić     | 21 | 1   | 3   |
| P                  | 23                 | Daniel Hackett     | 1  | 4   | 2   |
| AP                 | 34                 | Kyle Weems         | 13 | 4   | 2   |
| AG                 | 21                 | Tornik'e Shengelia | 5  | 7   | 2   |
| C                  | 14                 | Mouhammadou Jaiteh | 13 | 10  | 1   |
| Panchina:          |                    |                    |    |     |     |
| C                  | 0                  | Amedeo Tessitori   | 0  | 1   | 0   |
| G                  | 00                 | Isaïa Cordinier    | 0  | 2   | 0   |
| P                  | 1                  | Niccolò Mannion    | 0  | 0   | 0   |
| G                  | 3                  | Marco Belinelli    | 12 | 2   | 3   |
| P                  | 6                  | Alessandro Pajola  | 0  | 1   | 6   |
| AG                 | 8                  | Kevin Hervey       | 4  | 3   | 2   |
| AC                 | 25                 | JaKarr Sampson     | 11 | 5   | 1   |
| Allenatore:        |                    |                    |    |     |     |
| Sergio Scariolo    |                    |                    |    |     |     |

| Virtus Bologna |  | Bursaspor |

| Virtus Bologna | Statistiche        | Bursaspor     |
| -------------- | ------------------ | ------------- |
|                | Statistiche        |               |
| 21/39 (53.8%)  | Tiro da 2          | 15/27 (55.6%) |
| 9/28 (32.1%)   | Tiro da 3          | 6/26 (23.1%)  |
| 11/16 (68.8%)  | Tiri liberi        | 19/24 (79.2%) |
| 17             | Rimbalzi offensivi | 8             |
| 27             | Rimbalzi difensivi | 22            |
| 44             | Rimbalzi totali    | 30            |
| 22             | Assist             | 11            |
| 10             | Palle perse        | 14            |
| 8              | Palle rubate       | 2             |
| 5              | Stoppate           | 2             |
| 23             | Falli              | 20            |

| Quintetto titolare | Quintetto titolare | Quintetto titolare | Pt   | Rim  | Ass  |
| ------------------ | ------------------ | ------------------ | ---- | ---- | ---- |
| P                  | 5                  | Derek Needham      | 11   | 2    | 0    |
| P                  | 12                 | Andrew Andrews     | 6    | 4    | 3    |
| G                  | 10                 | Onuralp Bitim      | 12   | 5    | 3    |
| AG                 | 23                 | Dave Dudzinski     | 14   | 7    | 0    |
| C                  | 13                 | Kevarrius Hayes    | 11   | 6    | 1    |
| Panchina:          |                    |                    |      |      |      |
| G                  | 0                  | John Holland       | 10   | 0    | 2    |
| C                  | 1                  | Tarık Sezgün       | n.e. | n.e. | n.e. |
| G                  | 4                  | Mithat Özalp       | n.e. | n.e. | n.e. |
| AG                 | 7                  | Metin Türen        | 0    | 2    | 2    |
| G                  | 8                  | Birkan Batuk       | n.e. | n.e. | n.e. |
| P                  | 9                  | Ömer Al            | 3    | 0    | 0    |
| AC                 | 22                 | Ayberk Ölmaz       | n.e. | n.e. | n.e. |
| Allenatore:        |                    |                    |      |      |      |
| Dušan Alimpijević  |                    |                    |      |      |      |

| Vincitrice EuroCup 2021-2022 |
| ---------------------------- |
| Virtus Bologna 1º titolo     |

## Squadra vincitrice
| Virtus Pallacanestro Bologna | Virtus Pallacanestro Bologna |
| Giocatori                    | Staff tecnico                |
| ---------------------------- | ---------------------------- |

| N. | Naz.                                                | Ruolo | Nome                | Anno | Alt.   | Peso   |  |
| -- | --------------------------------------------------- | ----- | ------------------- | ---- | ------ | ------ |  |
| 0  | Italia (bandiera)                                   | C     | Amedeo Tessitori    | 1994 | 207 cm | 107 kg |  |
| 00 | Francia (bandiera)                                  | G     | Isaïa Cordinier     | 1996 | 196 cm | 84 kg  |  |
| 1  | Italia (bandiera) · Stati Uniti (bandiera)          | P     | Niccolò Mannion     | 2001 | 188 cm | 86 kg  |  |
| 3  | Italia (bandiera)                                   | G     | Marco Belinelli (C) | 1986 | 196 cm | 100 kg |  |
| 6  | Italia (bandiera)                                   | P     | Alessandro Pajola   | 1999 | 194 cm | 95 kg  |  |
| 7  | Bosnia ed Erzegovina (bandiera) · Italia (bandiera) | AG    | Amar Alibegović     | 1995 | 206 cm | 109 kg |  |
| 8  | Stati Uniti (bandiera)                              | AG    | Kevin Hervey        | 1996 | 207 cm | 104 kg |  |
| 9  | Nigeria (bandiera) · Stati Uniti (bandiera)         | C     | Ekpe Udoh           | 1987 | 208 cm | 111 kg |  |
| 11 | Italia (bandiera)                                   | P     | Michele Ruzzier     | 1993 | 183 cm | 80 kg  |  |
| 14 | Francia (bandiera)                                  | C     | Mouhammadou Jaiteh  | 1994 | 211 cm | 113 kg |  |
| 17 | Italia (bandiera)                                   | G     | Marco Ceron         | 1992 | 195 cm | 100 kg |  |
| 21 | Georgia (bandiera)                                  | AG    | Tornike Shengelia   | 1991 | 206 cm | 109 kg |  |
| 23 | Italia (bandiera)                                   | P     | Daniel Hackett      | 1987 | 197 cm | 96 kg  |  |
| 25 | Stati Uniti (bandiera)                              | AC    | JaKarr Sampson      | 1993 | 206 cm | 97 kg  |  |
| 34 | Stati Uniti (bandiera)                              | AP    | Kyle Weems          | 1989 | 198 cm | 100 kg |  |
| 44 | Serbia (bandiera)                                   | P     | Miloš Teodosić      | 1987 | 196 cm | 90 kg  |  |
| 55 | Italia (bandiera)                                   | AP    | Awudu Abass         | 1993 | 198 cm | 98 kg  |  |

| Allenatore                                                                                               |
| - Sergio Scariolo                                                                                        |
| Assistente/i                                                                                             |
| - Andrija Gavrilović - Andrea Diana - Christian Fedrigo - Iacopo Squarcina Legenda - (C) Capitano Roster |

## Premi

### Riconoscimenti individuali
| Riconoscimento            | Giocatore          | Squadra                  | Note  |
| ------------------------- | ------------------ | ------------------------ | ----- |
| Eurocup MVP               | Mouhammadou Jaiteh | Virtus Segafredo Bologna | [ 2 ] |
| Eurocup Finals MVP        | Miloš Teodosić     | Virtus Segafredo Bologna | [ 3 ] |
| Eurocup Rising Star       | Khalifa Diop       | Gran Canaria             | [ 6 ] |
| Eurocup Coach of the Year | Dušan Alimpijević  | Frutti Extra Bursaspor   | [ 7 ] |

### Quintetti ideali
| All-Eurocup First Team 2021-2022 | All-Eurocup First Team 2021-2022 | All-Eurocup Second Team 2021-2022 | All-Eurocup Second Team 2021-2022 |
| -------------------------------- | -------------------------------- | --------------------------------- | --------------------------------- |
| Miloš Teodosić                   | Virtus Segafredo Bologna         | Semaj Christon                    | ratiopharm Ulm                    |
| Derek Needham                    | Frutti Extra Bursaspor           | Jaka Blažič                       | Cedevita Olimpija Lubiana         |
| Will Cummings                    | Metropolitans                    | Kevin Punter                      | Partizan NIS Belgrado             |
| Jaron Blossomgame                | ratiopharm Ulm                   | Caleb Homesley                    | Hamburg Towers                    |
| Mouhammadou Jaiteh               | Virtus Segafredo Bologna         | Bojan Dubljević                   | Valencia                          |

### MVP di giornata
Regular season
| Giornata | Giocatore            | Squadra                  | PIR | Ref.   |
| -------- | -------------------- | ------------------------ | --- | ------ |
| 1        | Johnathan Motley     | Lokomotiv Kuban'         | 39  | [ 10 ] |
| 2        | John Shurna          | Gran Canaria             | 26  | [ 11 ] |
| 3        | Johnathan Motley (2) | Lokomotiv Kuban'         | 38  | [ 12 ] |
| 4        | Jaron Blossomgame    | ratiopharm Ulm           | 35  | [ 13 ] |
| 5        | Justin Cobbs         | Budućnost                | 44  | [ 14 ] |
| 6        | Errick McCollum      | Lokomotiv Kuban'         | 39  | [ 15 ] |
| 7        | Cristiano Felício    | ratiopharm Ulm           | 26  | [ 16 ] |
| 7        | Sindarius Thornwell  | ratiopharm Ulm           | 26  | [ 16 ] |
| 8        | Errick McCollum (2)  | Lokomotiv Kuban'         | 37  | [ 17 ] |
| 9        | Caleb Homesley       | Hamburg Towers           | 45  | [ 18 ] |
| 10       | Errick McCollum (3)  | Lokomotiv Kuban'         | 33  | [ 19 ] |
| 11       | Anthony Clemmons     | Türk Telekom             | 32  | [ 20 ] |
| 12       | Jaylon Brown         | Hamburg Towers           | 34  | [ 21 ] |
| 13       | Mathias Lessort      | Partizan NIS Belgrade    | 32  | [ 22 ] |
| 14       | Mouhammadou Jaiteh   | Virtus Segafredo Bologna | 41  | [ 23 ] |
| 15       | Lukas Meisner        | Hamburg Towers           | 29  | [ 24 ] |
| 16       | Semaj Christon       | ratiopharm Ulm           | 31  | [ 25 ] |
| 17       | Kevarrius Hayes      | Frutti Extra Bursaspor   | 37  | [ 26 ] |
| 18       | Zach LeDay           | Partizan NIS Belgrade    | 30  | [ 27 ] |

### Playoff
| Giornata         | Giocatore              | Squadra                  | PIR | Ref.   |
| ---------------- | ---------------------- | ------------------------ | --- | ------ |
| Ottavi di finale | Andrew Andrews         | Frutti Extra Bursaspor   | 35  | [ 28 ] |
| Quarti di finale | Mouhammadou Jaiteh (2) | Virtus Segafredo Bologna | 38  | [ 29 ] |
| Semifinale       | Kevarrius Hayes (2)    | Frutti Extra Bursaspor   | 27  | [ 30 ] |
| Finale           | Miloš Teodosić         | Virtus Segafredo Bologna | 15  | [ 3 ]  |